# إزرائيل يوفال
إزرائيل يوفال (بالعبرية: ישראל יובל‏) هو مؤرخ إسرائيلي، ولد في 1 أكتوبر 1949.